# Erto e Casso
Erto e Casso (furlà Nert e Cjas) és un municipi italià, dins la província de Pordenon. L'any 2007 tenia 400 habitants. Limita amb els municipis de Castellavazzo (BL), Cimolais, Claut, Longarone (BL), Ospitale di Cadore (BL), Perarolo di Cadore (BL), Pieve d'Alpago (BL) i Soverzene (BL). És el municipi més occidental del Friül i de la regió del Friül-Venècia Júlia.
El 9 d'octubre de 1963 va patir part de les conseqüències del desastre del Vaiont. La població fou evacuada i se li prohibí de retornar-hi, però una part ho feu igualment al cap d'uns anys. El gruix de la població fou traslladat al nou municipi de Vaiont.

## Qüestió lingüística
Nert e Cjas té una certa notorietat en la romanística a causa del parlar local, compartit amb la veïna Cimolais. Alguns consideren el parlar de Nert i de Cimolais com a forma peculiar de furlà amb forta influència ladina i/o vèneta; d'altres, una forma de ladí de transició al furlà. Quant al parlar de Cjas, hom el jutja un ladí venetitzat al llarg del segle xix, o bé un vènet de substrat ladí. Arran d'aquests dubtes, i a sol·licitud de les autoritats municipals, Nert e Cjas (com Cimolais) no figura a la llista oficial de municipis furlanòfons, però tampoc en la de ladins, amb què la parla local, sigui el que sigui, manca de cap mena de protecció.
Alguns mapes lingüístics representen com a no furlanòfon un sector de l'extrem nord-occidental del Friül: és el conjunt de Nert e Cjas i Cimolais.

## Administració
| Període | Identitat               | Partit                 |
| ------- | ----------------------- | ---------------------- |
| 2004-   | Luciano Giuseppe Pezzin | Demòcrates d'Esquerres |

## Personatges il·lustres
- Mauro Corona, escriptor friülès.